# 尚蒂伊
尚蒂伊（法語：Chantilly，法語發音：[ʃɑ̃tiji] ⓘ），法国北部城市，上法兰西大区瓦兹省的一个市镇，隶属于桑利斯区，其市镇面积为16.19平方公里，2022年1月1日时人口数量为10,740人，在法国城市中排名第949位。
尚蒂伊位于瓦兹省南部，是一个区域性的中心城市，巴黎—里尔铁路由此通过。尚蒂伊因跑马比赛、同名城堡及以“Chantilly”命名的奶油酱而闻名。

## 地名来源
根据法国地名学家埃内斯特·内格尔的论述，“Chantilly”一名可能最初于1150年以“Cantiliacus”的形式被记载，该名称可能出自高卢人名Cantilius。

## 历史

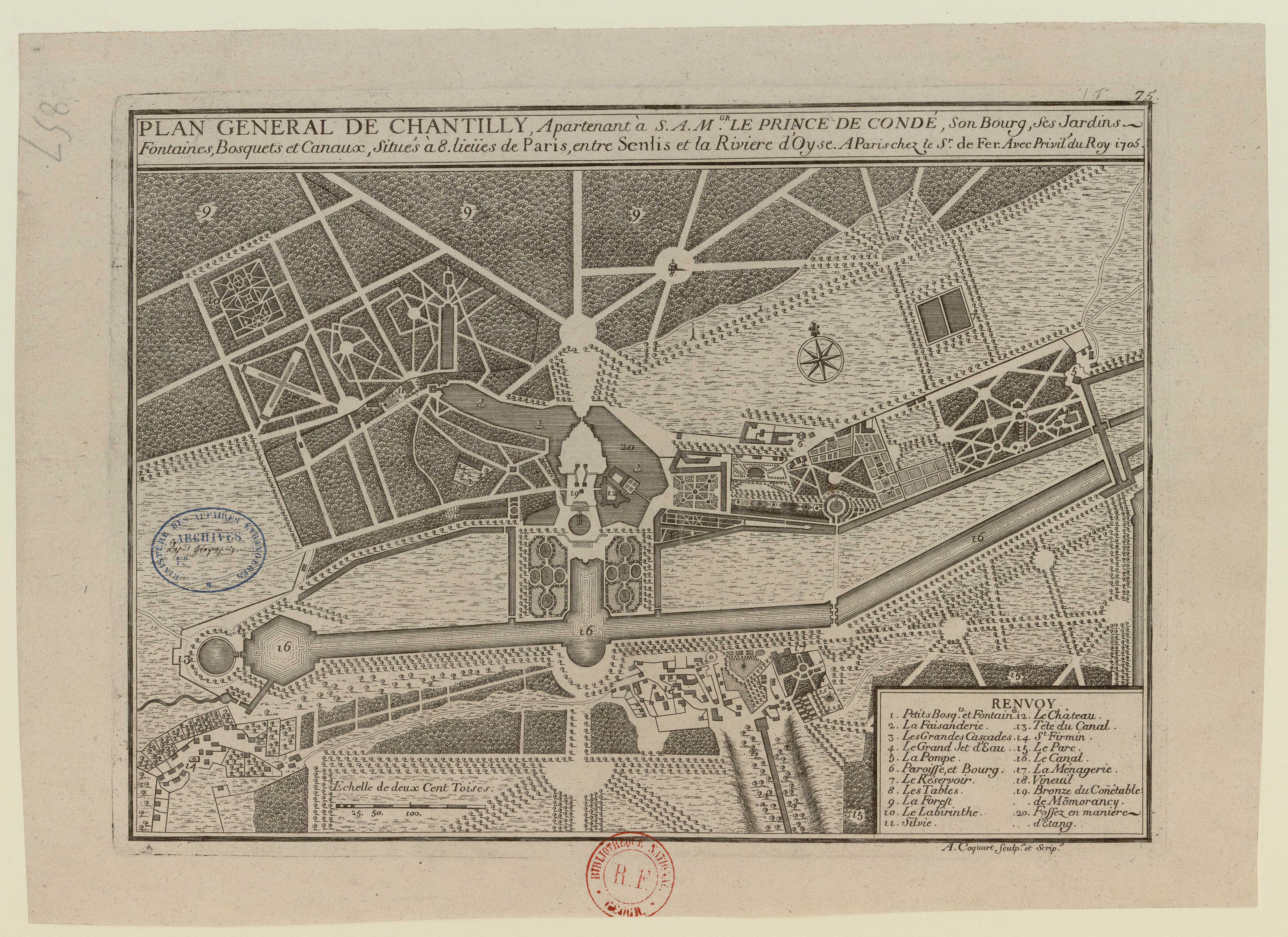
18世纪初的尚蒂伊城堡平面图

尚蒂伊的早期历史尚不清楚。根据当地官方网站的论述，尚蒂伊始建于中世纪中期，彼时该地有一处城堡和四座村庄。英法百年战争结束后，尚蒂伊附近的林地被开辟为狩猎场，尚蒂伊城堡也由此先后被多个贵族家庭继承。公元十六世纪时，尚蒂伊领主安内·德·蒙莫朗西成为弗朗索瓦一世的大臣。在弗朗索瓦一世的支持下，安内对尚蒂伊城堡进行了大规模扩建翻新。此后，尚蒂伊城堡成为一处皇室居所，并在文艺复兴时期新增了意大利风格的附属建筑及花园。此外，根据当地民间传说，十七世纪尚蒂伊城堡主厨弗朗索瓦·瓦德勒在此研制出奶油酱，“Chantilly”由此成为该酱的代称。1692年，尚蒂伊获得市镇宪章。1719年，尚蒂伊被波旁家族获得，公爵路易四世·亨利·德·波旁-孔代对城堡再次扩建。法国大革命后，尚蒂伊成为瓦兹省的一个市镇，并在1793至1802年间为该省的一个县治。尚蒂伊城堡的主体建筑曾在大革命期间遭到破坏。1833年，尚蒂伊举办了当地首场速度赛马，此后该地兴建了大型跑马场。1846年，途径尚蒂伊的巴黎—里尔铁路建成通车。自20世纪以来，得益于交通的发展及赛马活动的兴起，尚蒂伊的人口数量逐年增加。20世纪60年代，尚蒂伊市镇西部兴建了现代居民区。1973年，尚蒂伊县恢复设置。2007年，尚蒂伊获得法国文化部授予的“艺术与历史之城”称号。

## 地理

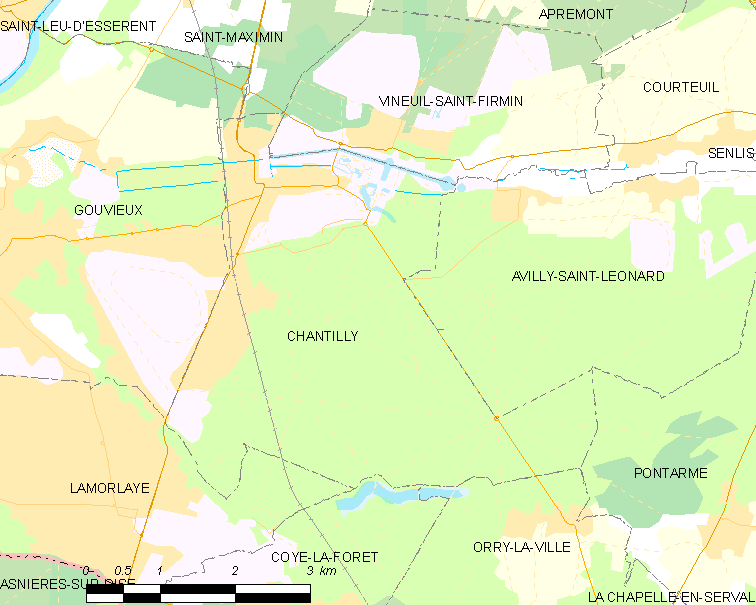
尚蒂伊市镇范围地图

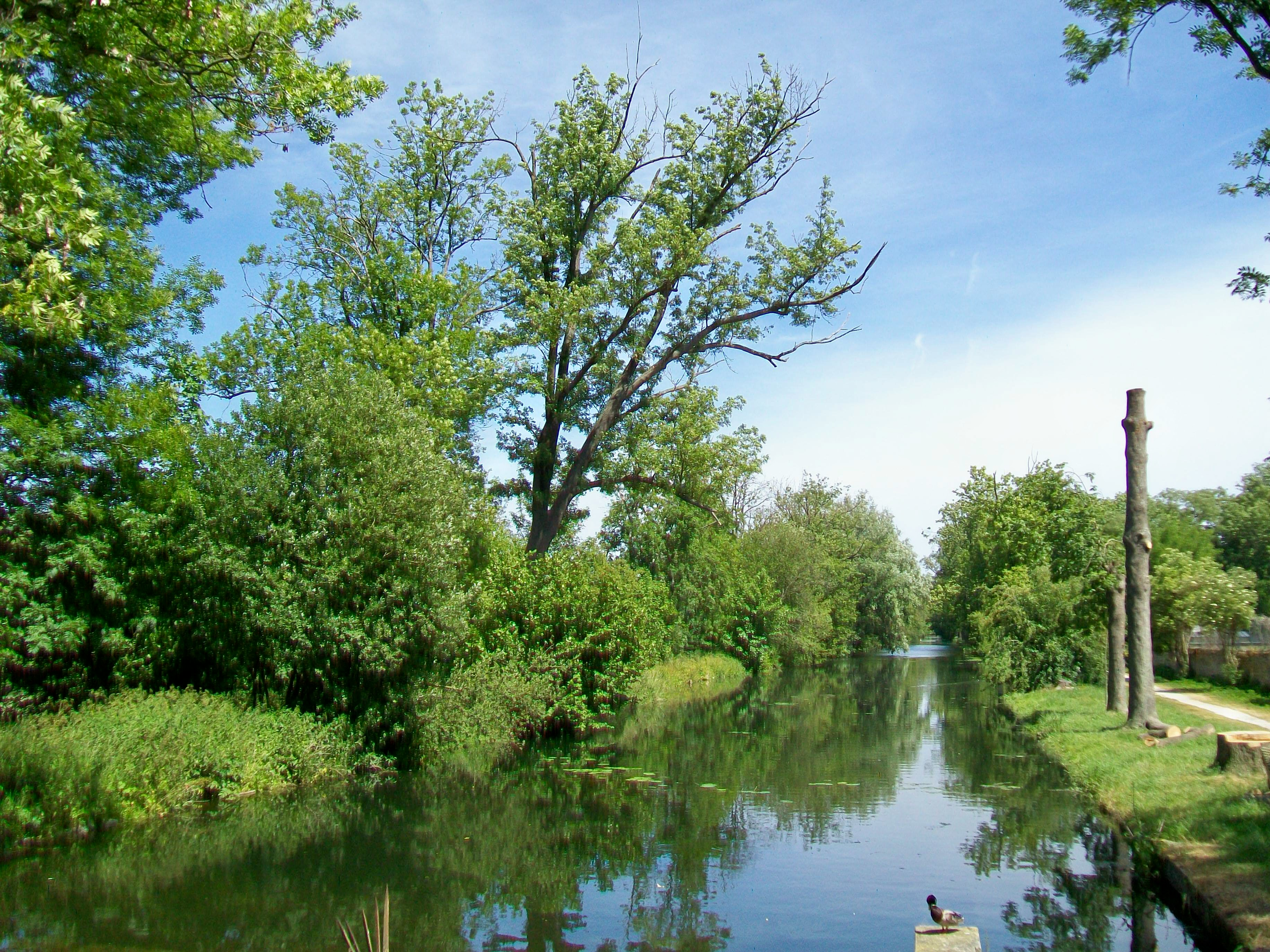
诺内特河

尚蒂伊位于法国北部，上法兰西大区南部和瓦兹省南部，距离省会博韦大约47公里。与尚蒂伊接壤的市镇包括：阿维利圣莱奥纳尔、夸拉福雷、古维约、拉莫尔莱、奥里城、蓬塔尔梅、圣马克西曼和维讷伊-圣菲尔曼。

### 地形
尚蒂伊位于瓦卢瓦和博韦西两个区域的过渡地带，境内以平原为主，市镇中心地势较为平坦，整体地势自北向南略有抬升，全境海拔在35到112米之间。

### 水文
尚蒂伊位于塞纳河流域范围内，诺内特河自东向西流经尚蒂伊市镇北部，其靠近尚蒂伊城堡的河段被改造成为了城堡花园的护城河。

### 植被
尚蒂伊属于温带阔叶混交林区，林地多分布于河流附近及坡地地带，其市镇范围内的森林覆盖率达74.8%。尚蒂伊森林横跨包括尚蒂伊在内的数个市镇，总面积达63.4平方公里，是巴黎北部的一处大型天然林地。此外尚蒂伊市区北部的瓦特马尔-博斯福德公园（Parc Watermael-Boitsfort）是当地的一处城市绿地。
在鲜花城市的评比中，尚蒂伊暂未被评级。

### 气候
尚蒂伊在柯本气候分类法中属于带有一定大陆性气候特征的温带海洋性气候（Cfb）。
距离尚蒂伊最近的常年气象站位于克雷伊境内，以下为该气象站的数据：
| 克雷伊 1981年－2023年 | 克雷伊 1981年－2023年 | 克雷伊 1981年－2023年 | 克雷伊 1981年－2023年 | 克雷伊 1981年－2023年 | 克雷伊 1981年－2023年 | 克雷伊 1981年－2023年 | 克雷伊 1981年－2023年 | 克雷伊 1981年－2023年 | 克雷伊 1981年－2023年 | 克雷伊 1981年－2023年 | 克雷伊 1981年－2023年 | 克雷伊 1981年－2023年 | 克雷伊 1981年－2023年 |
| 月份                  | 1月                   | 2月                   | 3月                   | 4月                   | 5月                   | 6月                   | 7月                   | 8月                   | 9月                   | 10月                  | 11月                  | 12月                  | 全年                  |
| --------------------- | --------------------- | --------------------- | --------------------- | --------------------- | --------------------- | --------------------- | --------------------- | --------------------- | --------------------- | --------------------- | --------------------- | --------------------- | --------------------- |
| 历史最高温 °C（°F）   | 15.9 (60.6)           | 20 (68)               | 25.4 (77.7)           | 28 (82)               | 36 (97)               | 36.4 (97.5)           | 41.6 (106.9)          | 39.3 (102.7)          | 35.3 (95.5)           | 28.3 (82.9)           | 20.7 (69.3)           | 16.2 (61.2)           | 41.6 (106.9)          |
| 平均高温 °C（°F）     | 6.3 (43.3)            | 7.4 (45.3)            | 11.1 (52.0)           | 15.1 (59.2)           | 18.3 (64.9)           | 22.1 (71.8)           | 24.5 (76.1)           | 23.9 (75.0)           | 20.6 (69.1)           | 15.4 (59.7)           | 10.1 (50.2)           | 6.2 (43.2)            | 15.1 (59.2)           |
| 日均气温 °C（°F）     | 3.6 (38.5)            | 4.1 (39.4)            | 7 (45)                | 10.1 (50.2)           | 13.5 (56.3)           | 16.8 (62.2)           | 19.1 (66.4)           | 18.5 (65.3)           | 15.6 (60.1)           | 11.6 (52.9)           | 7.2 (45.0)            | 3.7 (38.7)            | 10.9 (51.6)           |
| 平均低温 °C（°F）     | 1.1 (34.0)            | 0.9 (33.6)            | 3 (37)                | 5 (41)                | 8.6 (47.5)            | 11.5 (52.7)           | 13.6 (56.5)           | 13.2 (55.8)           | 10.6 (51.1)           | 8 (46)                | 4.4 (39.9)            | 1.5 (34.7)            | 6.8 (44.2)            |
| 历史最低温 °C（°F）   | −19.3 (−2.7)          | −12.4 (9.7)           | −9.7 (14.5)           | −5.3 (22.5)           | −1.1 (30.0)           | −2.1 (28.2)           | 3.9 (39.0)            | 4 (39)                | 0 (32)                | −5 (23)               | −11 (12)              | −12 (10)              | −19.3 (−2.7)          |
| 平均降水量 mm（）     | 42.4 (1.67)           | 41.4 (1.63)           | 43.6 (1.72)           | 28.2 (1.11)           | 54.7 (2.15)           | 36.7 (1.44)           | 42.2 (1.66)           | 47.8 (1.88)           | 34.6 (1.36)           | 75 (3.0)              | 52.8 (2.08)           | 40 (1.6)              | 539.4 (21.24)         |
| 月均日照時數          | 54.1                  | 57                    | 172.7                 | 245.2                 | 164.6                 | 251.7                 | 233.5                 | 207                   | 172.6                 | 130                   | 46.8                  | 48.6                  | 1,783.8               |
| 来源：infoclimat.fr   |                       |                       |                       |                       |                       |                       |                       |                       |                       |                       |                       |                       |                       |

## 行政区划
尚蒂伊的市镇编号为60141，邮政编号为60500。
在行政管理方面，尚蒂伊隶属于法国上法兰西大区瓦兹省桑利斯区；在地方选举方面，尚蒂伊是尚蒂伊县的中央投票站所在地，其市镇范围全境被划入瓦兹省第四选区；在社会管理方面，尚蒂伊是尚蒂伊地方市镇公共社区的办公驻地。
截至2024年11月，尚蒂伊市镇范围内暂无任何城市敏感街区及城市政策优先街区。
法国国家统计与经济研究所（简称“INSEE”）在进行数据统计时，将尚蒂伊及相邻的另外6个市镇设为尚蒂伊城市核心区，并将包括核心区在内的周边共1,794个市镇划为巴黎城市区。自2020年起，巴黎城市区被包含1929个市镇的巴黎城市辐射区代替。此外，INSEE还将尚蒂伊市镇分为了5个“块区”（IRIS），以便于统计人口分布情况。

## 交通

### 公路
瓦兹省省道D909线、D924线、D924a线和D1016线在尚蒂伊境内交汇。上法兰西大区下属的瓦兹省城际客运线634线、635线、639线、644线、645线以及校车线路6206线、6212线、6233线、6235线、6244线和6245线经停尚蒂伊，可通往克雷伊、奥里城、古维约、泰勒地区讷伊、瓦兹河畔博朗、桑利斯等地。
| 7 | 17 |

| 8 | 14 |

| 博韦 | 53 |

| 克雷伊 | 8.6 |

| 萨塞勒 | 24 |

| 佩尔桑 | 19 |

| 瓦卢瓦地区克雷皮 | 35 |

| 桑利斯 | 9.7 |

2021年，73.9%的尚蒂伊家庭拥有至少一辆私人汽车。2022年，尚蒂伊境内共发生各类交通事故5起，造成6人受伤，其中1人重伤。

### 铁路

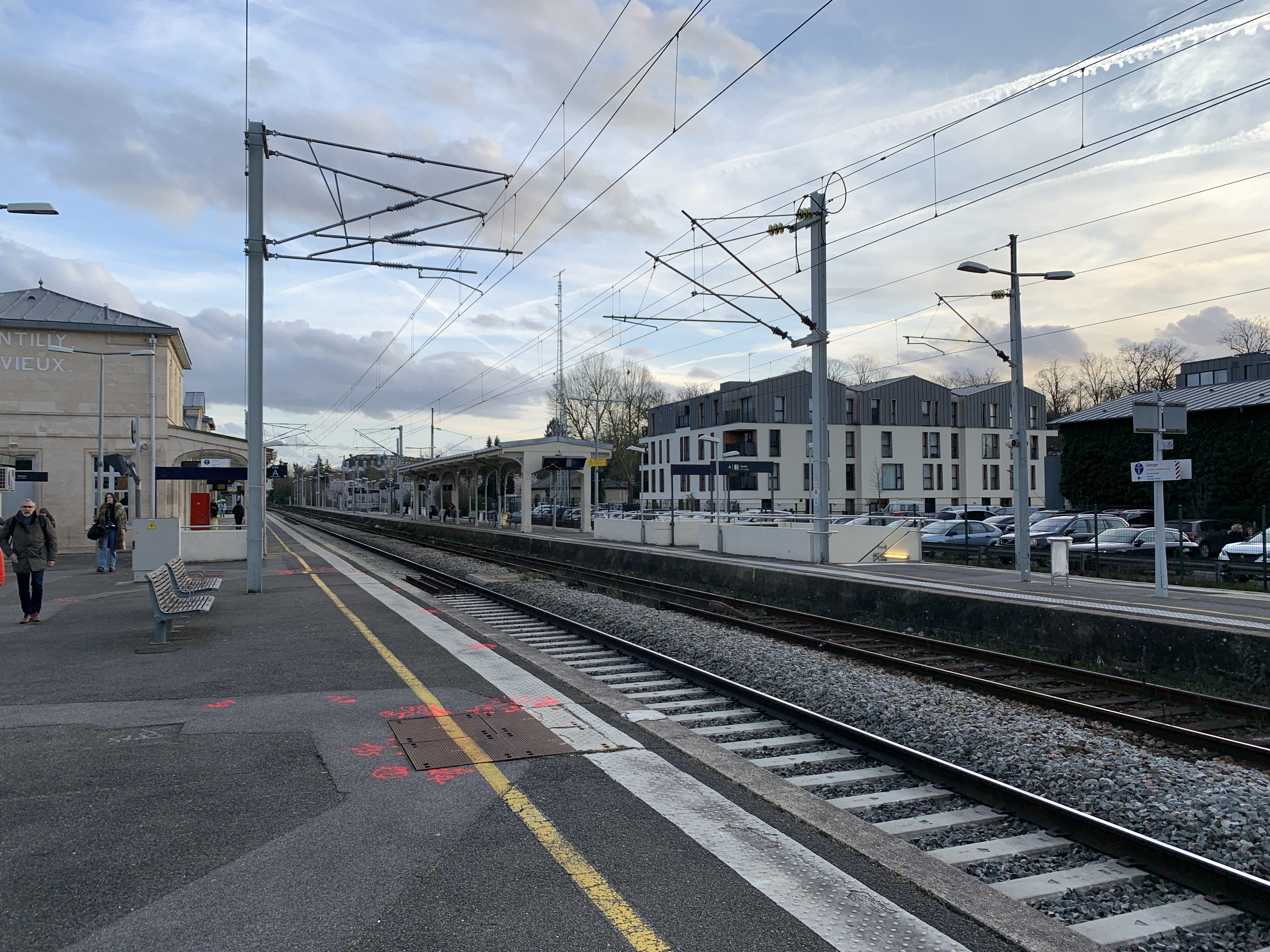
尚蒂伊-古维约火车站

尚蒂伊位于巴黎—里尔铁路上。尚蒂伊-古维约站位于尚蒂伊市区西部，停靠法兰西岛大区快铁D线以及部分往返于巴黎和圣瑞斯特昂绍塞一线的区域列车。

### 航空
尚蒂伊距离巴黎戴高乐机场的公路里程大约27公里。

### 城市公共交通
尚蒂伊地方公共交通是尚蒂伊-桑利斯的城市公共交通系统。截至2024年11月，该系统共包括五条公交线路，其中公交DUC线及定制公交服务“Flexobus”经过尚蒂伊市区。

## 政治

### 市政内阁

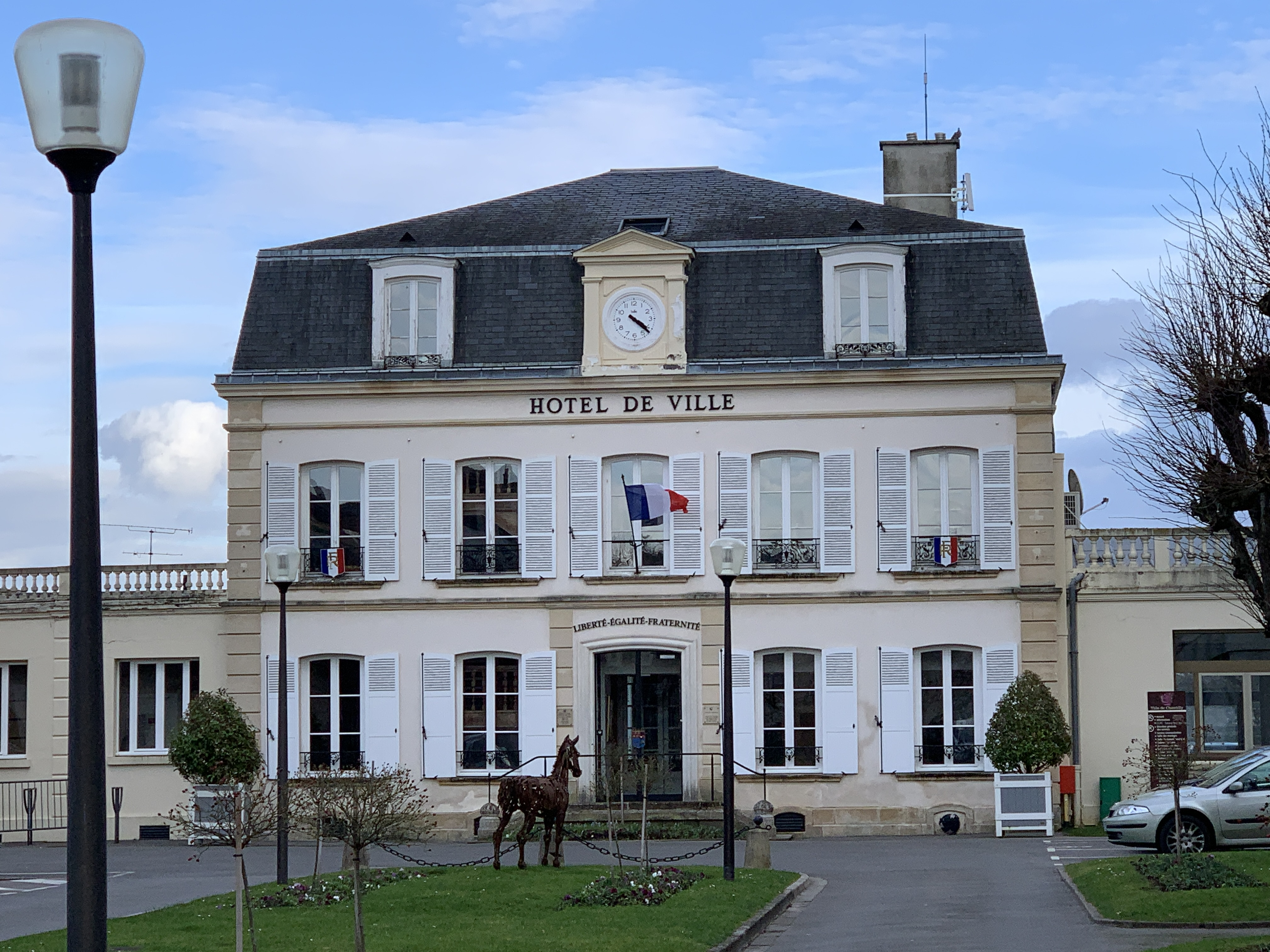
尚蒂伊市政厅

尚蒂伊的现任市长为伊莎贝尔·武伊托维奇女士（Isabelle WOJTOWIEZ），她是共和党的一名成员，在2020年的市政选举中获得了63.99%的支持率。
| 尚蒂伊历届市长 | 尚蒂伊历届市长                         | 尚蒂伊历届市长                             |
| 任期           | 市长                                   | 党派                                       |
| -------------- | -------------------------------------- | ------------------------------------------ |
| 1944年－1945年 | Gustave SIMIAND 居斯塔夫·西米安        | 不详                                       |
| 1945年－1947年 | Jean DUBROUILLET 让·迪布鲁耶           | 不详                                       |
| 1947年－1959年 | Georges PAQUIER 乔治·帕基耶            | 不详                                       |
| 1959年－1965年 | Pierre LEPRAT 皮埃尔·勒普拉            | 不详                                       |
| 1965年－1967年 | Michel LEFÉBURE 米歇尔·勒费比尔        | 不详                                       |
| 1967年－1983年 | François PRADER 弗朗索瓦·普拉德        | RI独立激进党 →DVD右翼无党派人士            |
| 1983年－1995年 | Philippe COURBOIN 菲利普·库尔布安      | UDF法国民主联盟 →CDS社会民主中心           |
| 1995年－2017年 | Éric WOERTH 埃里克·沃尔特              | RPR保衛共和聯盟 →UMP人民运动联盟 →LR共和黨 |
| 2017年－       | Isabelle WOJTOWIEZ 伊莎贝尔·武伊托维奇 | LR共和黨                                   |

### 各级选举
| 尚蒂伊历届投票选举结果 | 尚蒂伊历届投票选举结果 | 尚蒂伊历届投票选举结果 | 尚蒂伊历届投票选举结果 | 尚蒂伊历届投票选举结果              | 尚蒂伊历届投票选举结果 | 尚蒂伊历届投票选举结果 | 尚蒂伊历届投票选举结果              | 尚蒂伊历届投票选举结果 | 尚蒂伊历届投票选举结果 |
| 选举项目               | 选举范围               | 选区单位               | 选区单位内的选举结果   | 选区单位内的选举结果                | 选区单位内的选举结果   | 选区单位内的选举结果   | 选区单位内的选举结果                | 选区单位内的选举结果   | 参考资料               |
| 选举项目               | 选举范围               | 选区单位               | 第一轮胜出者           | 第一轮胜出者                        | 支持率                 | 第二轮胜出者           | 第二轮胜出者                        | 支持率                 | 参考资料               |
| ---------------------- | ---------------------- | ---------------------- | ---------------------- | ----------------------------------- | ---------------------- | ---------------------- | ----------------------------------- | ---------------------- | ---------------------- |
| 2017年法國總統選舉     | 法國                   | 市镇                   |                        | 弗朗索瓦·菲永                       | 30.45%                 |                        | 埃马纽埃尔·马克龙                   | 70.87%                 | [ 25 ]                 |
| 2017年法国立法选举     | 瓦兹省第四选区         | 市镇                   |                        | 埃里克·沃尔特                       | 38.33%                 |                        | 埃里克·沃尔特                       | 59.19%                 | [ 25 ]                 |
| 2019年欧洲议会选举     | 法國                   | 市镇                   |                        | 纳塔莉·卢瓦索                       | 28.37%                 | （不适用）             | （不适用）                          | （不适用）             | [ 27 ]                 |
| 2021年法国省级选举     | 瓦兹省                 | 县                     |                        | 帕特里斯·马尔尚 伊莎贝尔·武伊托维奇 | 51.51%                 |                        | 帕特里斯·马尔尚 伊莎贝尔·武伊托维奇 | 79.55%                 | [ 28 ] [ 29 ]          |
| 2021年法国省级选举     | 瓦兹省                 | 市镇                   |                        | 帕特里斯·马尔尚 伊莎贝尔·武伊托维奇 | 54.3%                  |                        | 帕特里斯·马尔尚 伊莎贝尔·武伊托维奇 | 80.85%                 | [ 28 ] [ 29 ]          |
| 2021年法国大区选举     | 上法蘭西大區           | 市镇                   |                        | 格扎维埃·贝特朗                     | 46.96%                 |                        | 格扎维埃·贝特朗                     | 60.77%                 | [ 30 ]                 |
| 2022年法国总统选举     | 法國                   | 市镇                   |                        | 埃马纽埃尔·马克龙                   | 34.64%                 |                        | 埃马纽埃尔·马克龙                   | 64.55%                 | [ 25 ]                 |
| 2022年法国立法选举     | 瓦兹省第四选区         | 市镇                   |                        | 埃里克·沃尔特                       | 39.19%                 |                        | 埃里克·沃尔特                       | 66.36%                 | [ 25 ]                 |
| 2024年欧洲议会选举     | 法國                   | 市镇                   |                        | 若尔丹·巴尔代拉                     | 25.91%                 | （不适用）             | （不适用）                          | （不适用）             | [ 25 ]                 |
| 2024年法国立法选举     | 瓦兹省第四选区         | 市镇                   |                        | 埃里克·沃尔特                       | 40.31%                 |                        | 埃里克·沃尔特                       | 64.71%                 | [ 25 ]                 |

## 人口
2021年，尚蒂伊市镇人口数量为10,652，在法国排名第949位。其中男性4,838人，女性5,814人，75岁及以上人口占10.9%，外籍人口数量为705人，人口密度为658人/平方公里，当地居民被称为（男性）或（女性）。2022年，尚蒂伊境内出生107人，死亡人口137人。
| 尚蒂伊1901年－2021年人口变化情况 |
|                                  |
| 数据来源：Cassini、INSEE         |

## 经济
尚蒂伊是一个区域性的中心城市。截至2024年11月，尚蒂伊市镇范围内共有各类用人单位（包含自雇）2,440家，平均历史为16年，其中99.4%为中小型企业（PME），2024年9月至11月间，当地的经济活力指数为0。（远程销售）、（数据处理）及（体育活动）是当地2022年已公布营业额最高的三个企业，分别为85,944,000欧元、11,107,714欧元和9,640,886欧元。

## 财政与居民收入
2022年，尚蒂伊的财政收入总额为15,795,100欧元，财政支出总额为13,670,000欧元，当年的债务总额为9,264,270欧元。2022年，尚蒂伊市镇通过增值税获得1,586,460欧元的收入，此外当地还共获得了433,040欧元的国家直接财政补助。
| 尚蒂伊居民收入情况                               | 尚蒂伊居民收入情况 | 尚蒂伊居民收入情况    | 尚蒂伊居民收入情况 |
| 内容                                             | 尚蒂伊             | 法国                  | 统计年份           |
| ------------------------------------------------ | ------------------ | --------------------- | ------------------ |
| 征税家庭总数                                     | 5,203              | 1,081（法国市镇平均） | 2022年             |
| 居民平均月收入                                   | 3,139欧元          | 2,435欧元             | 2022年             |
| 高级职员人均月收入                               | 4,611欧元          | 4,331欧元             | 2021年             |
| 中级职员人均月收入                               | 2,716欧元          | 2,470欧元             | 2021年             |
| 普通职员人均月收入                               | 1,998欧元          | 1,801欧元             | 2021年             |
| 贫困率                                           | 10%                | 14.5%                 | 2020年             |
| 青壮年（15至64岁）失业率                         | 9.1%               | 7.4%                  | 2020年             |
| 征税家庭数量占比                                 | 61.3%              | 45.5%                 | 2020年             |
| 家庭年均纳税                                     | 6,208欧元          | 4,393欧元             | 2022年             |
| 资料来源：INSEE、L'Internaute、Le Journal du Net |                    |                       |                    |

## 社会事务

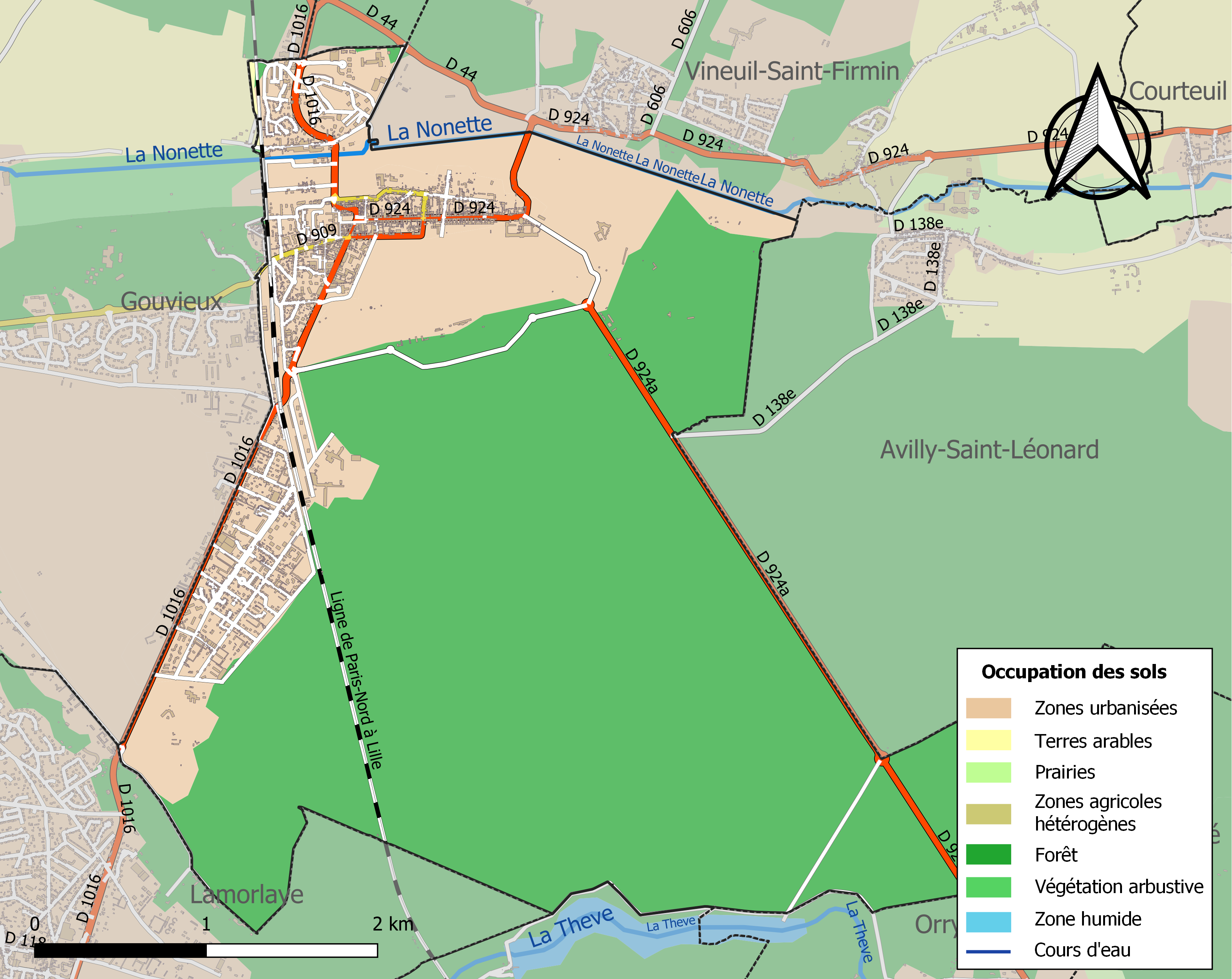
尚蒂伊土地利用情况地图

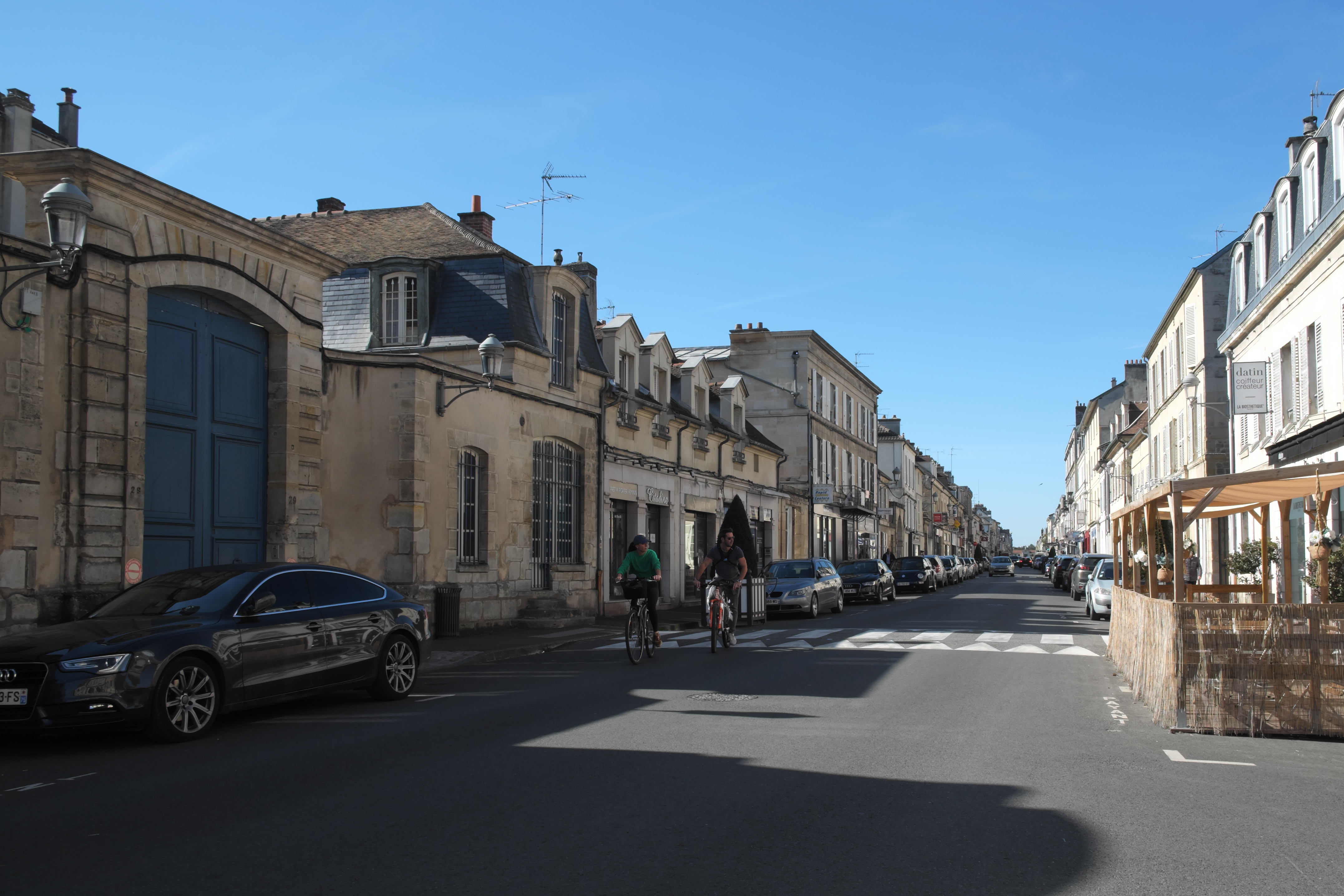
镇中心的警员街

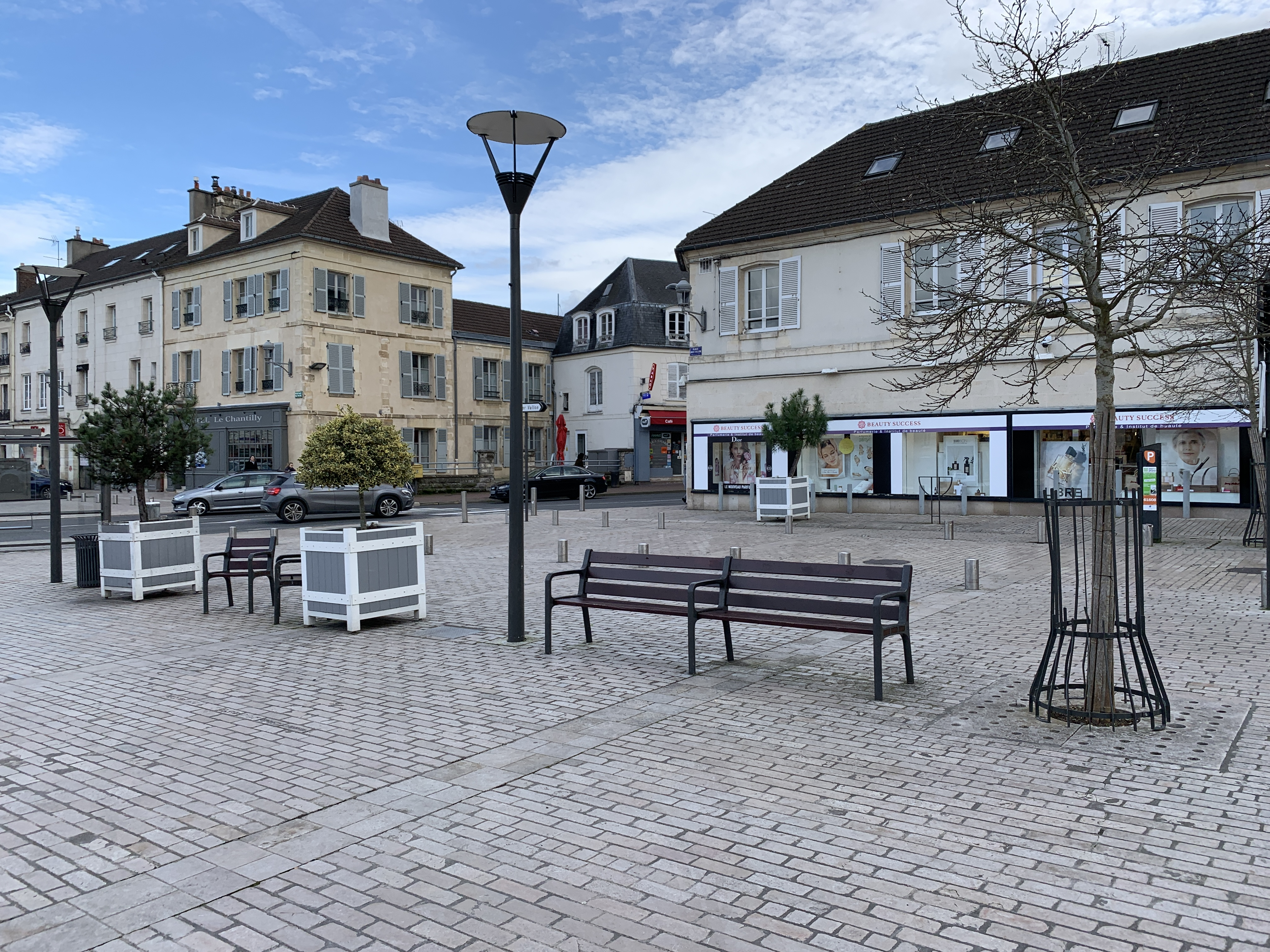
奥梅尔·瓦隆广场

### 教育
尚蒂伊属于亚眠学区。截至2023年1月1日，尚蒂伊境内共有3所幼儿园、5所小学、2所初级中学、1所普通高中和2所职业高中。2022至2023学年度，尚蒂伊境内共有在校中等教育阶段学生2,210名。

### 医疗
截至2023年1月1日，尚蒂伊境内共有全科医生19名、保健师20名、牙医14名、护士12名、耳科医生1名、眼科医生5名、皮肤科医生1名、助产士1名、儿科医生2名和妇科医生5名。境内共有药房4家、养老院3家。
距离尚蒂伊最近的区域性医疗机构为南瓦兹省公共医疗集团（Groupe Hospitalier Public du Sud de l'Oise），其下属的克雷伊病区位于克雷伊市区西南部，距离尚蒂伊市区的正常车程大约12分钟，该院设有床位442个。

### 住房
2021年，尚蒂伊境内共有各类住房6,167套，其中14.4%为独立式住宅，85.0%为集中式住宅。常住房屋占尚蒂伊市镇范围内居民建筑总量的90.6%。
在住房保障政策方面，2023年，尚蒂伊境内共有1,670户家庭获得了家庭津贴补助，受益人数占总人口数量的15.7%，其中645份为房租补助。

### 商业
2021年，尚蒂伊境内共有各类实体商铺318家，其中餐厅51家、大型超市5家、杂货店5家、面包房11家、肉铺4家、书店4家、装饰品店1家、银行门店13家、美容美发店24家、汽车维修店7家。尚蒂伊镇中心最北端建有一家家乐福超市。

### 体育
2023年，尚蒂伊境内共有4间体育馆、3座综合体育场、2处网球场、1处马术场、2处足球或橄榄球场以及2处篮球或排球场。
截至2024年11月，尚蒂伊体育会（编号500260）是尚蒂伊境内唯一的一家注册足球俱乐部，该俱乐部成立于1902年，其主队2024至2025赛季参加法国全国乙组联赛（法国第四级别），其主场为勃艮第球场（Stade de Bourgogne）。

### 环境
尚蒂伊的环境事务由其所属的尚蒂伊地方市镇公共社区联合各级政府协调负责。2021年，尚蒂伊境内暂无污染企业。

### 治安
2021年，尚蒂伊市镇范围内共有1处派出所和1处宪兵队。
2023年，尚蒂伊市镇范围内累计记录各类案件713起，其中盗窃类案件356起，人身侵犯类案件184起，毒品交易类案件55起。

## 文化
2023年，尚蒂伊境内共有1家电影院和1家博物馆。尚蒂伊境内建有市政多媒体中心（Médiathèque municipale），每周二至六向公众开放。

### 建筑
尚蒂伊境内有多处历史建筑，其中尚蒂伊城堡、芒斯庭院、圣母升天教堂等为法国国家文物保护单位。

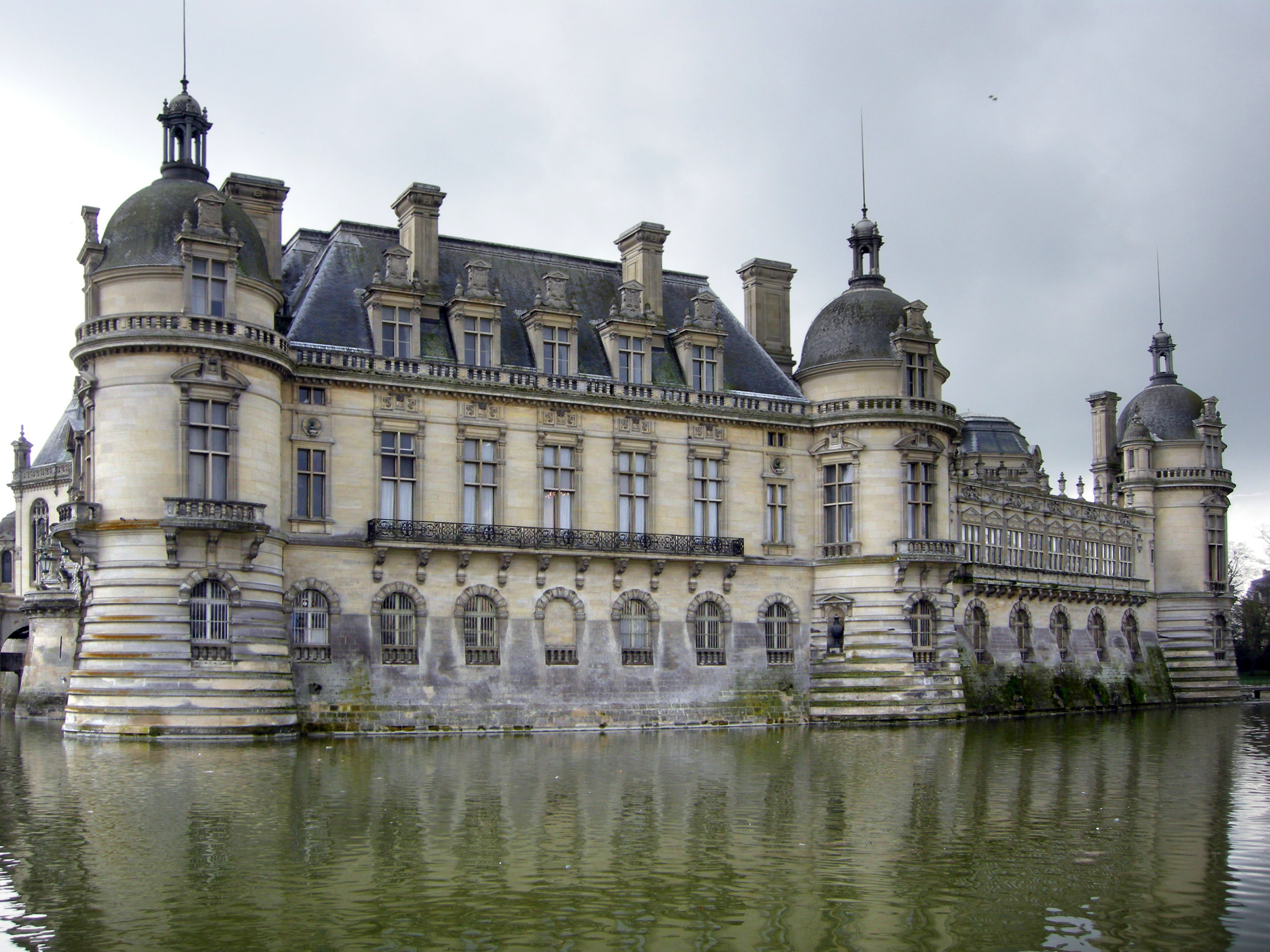
尚蒂伊城堡
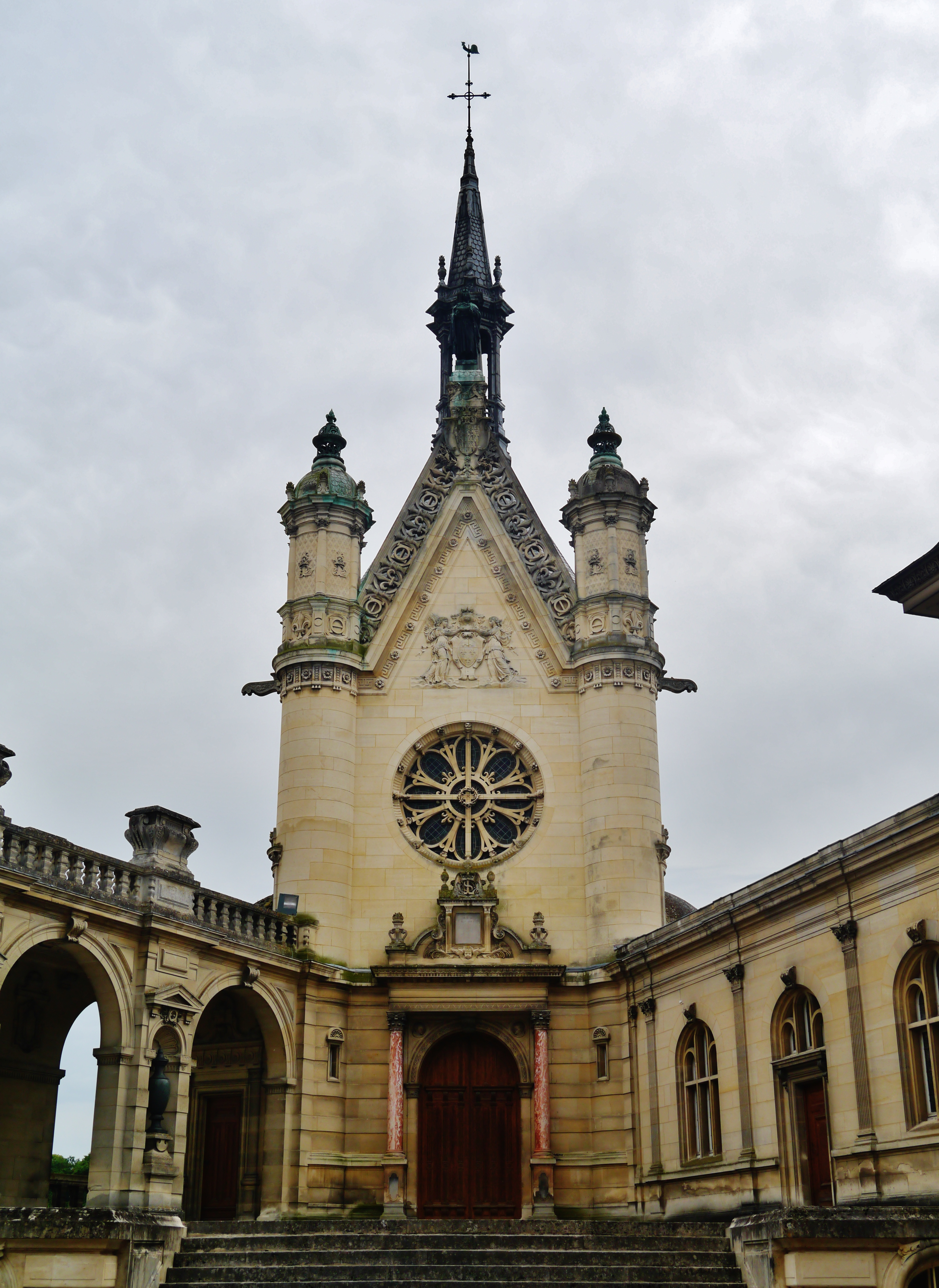
城堡小教堂
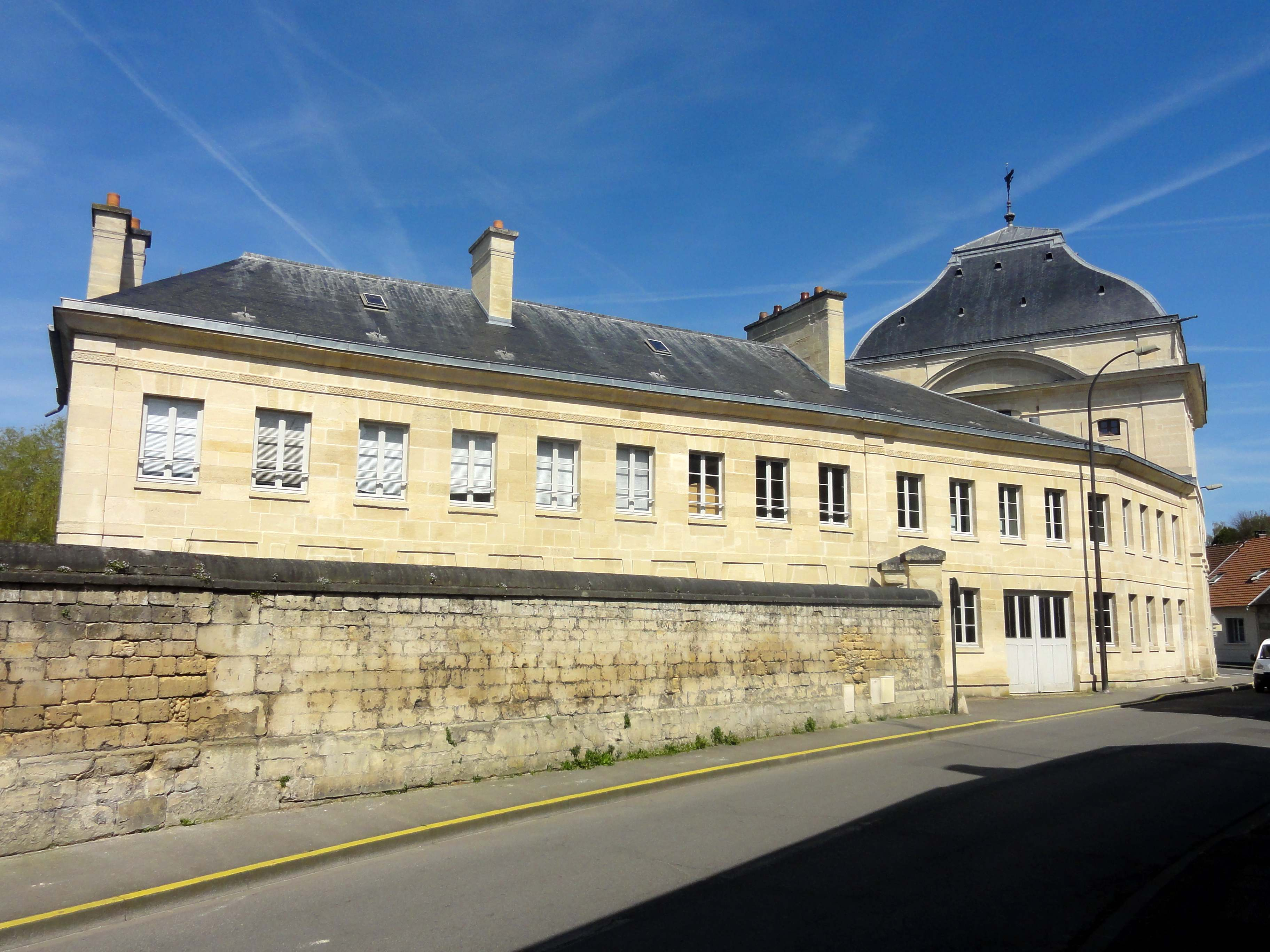
芒斯庭院
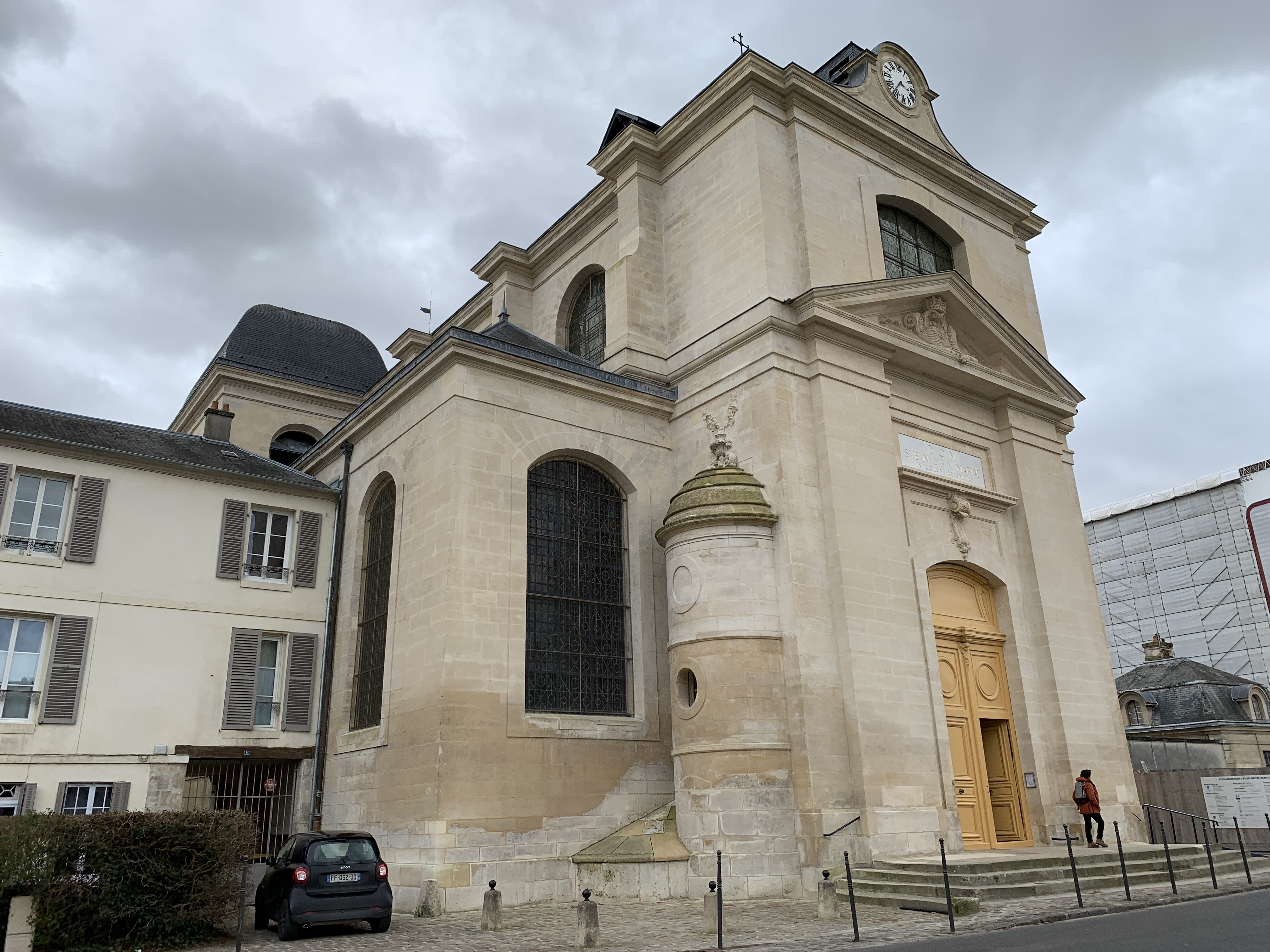
圣母升天教堂（法语：Église Notre-Dame-de-l'Assomption de Chantilly）
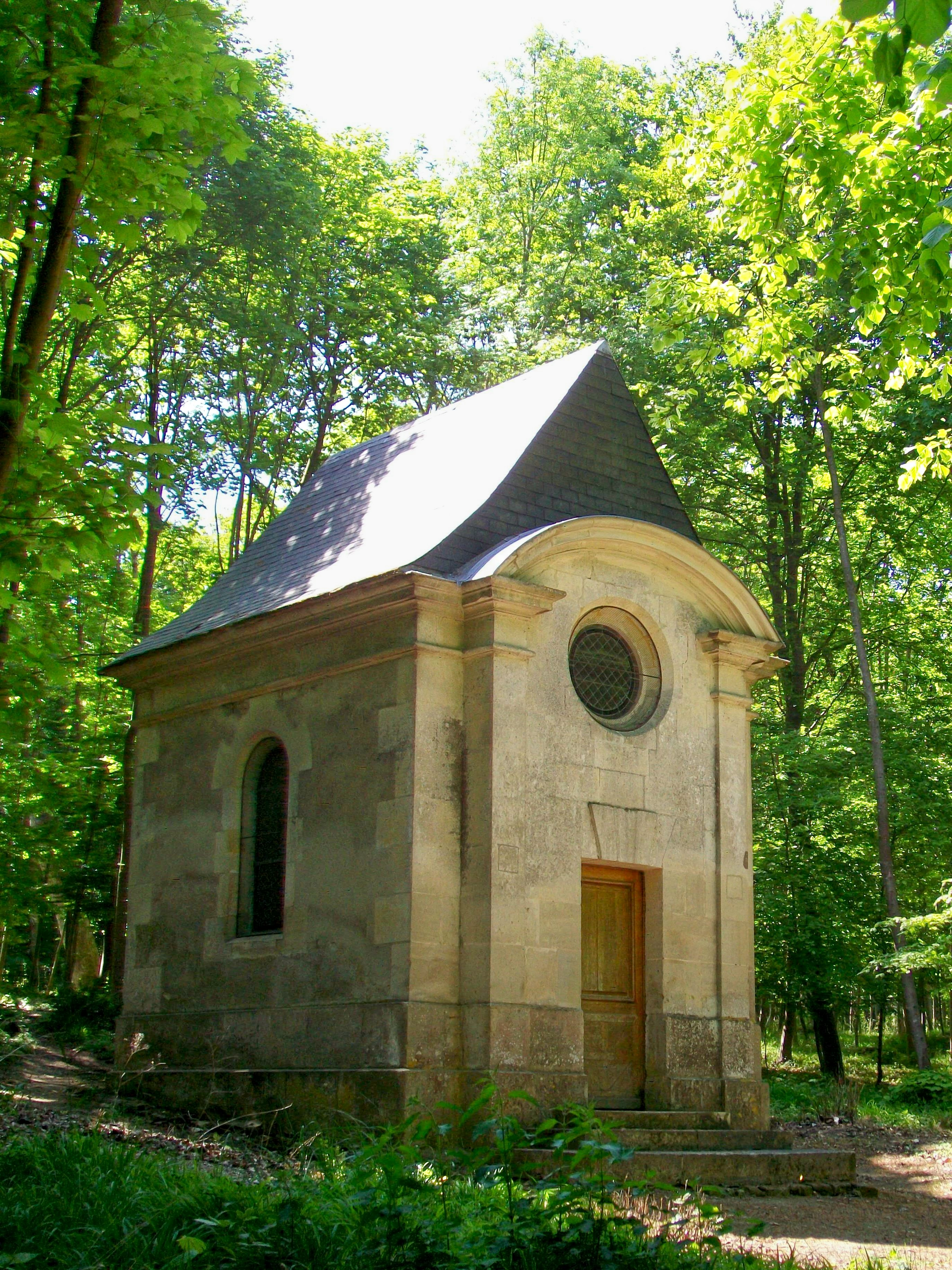
圣让小教堂
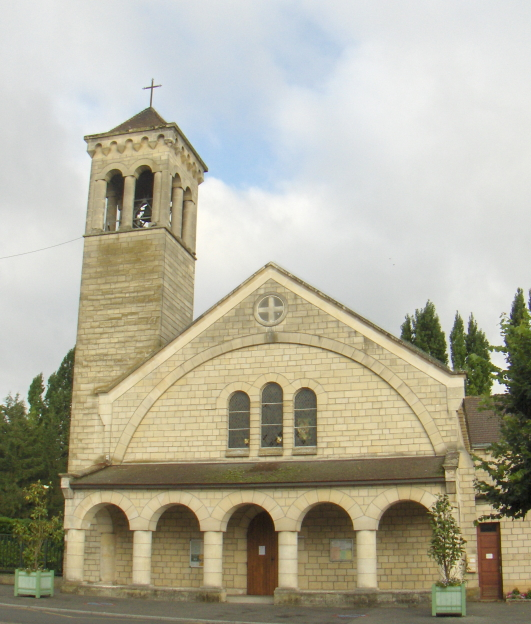
圣泰雷斯教堂
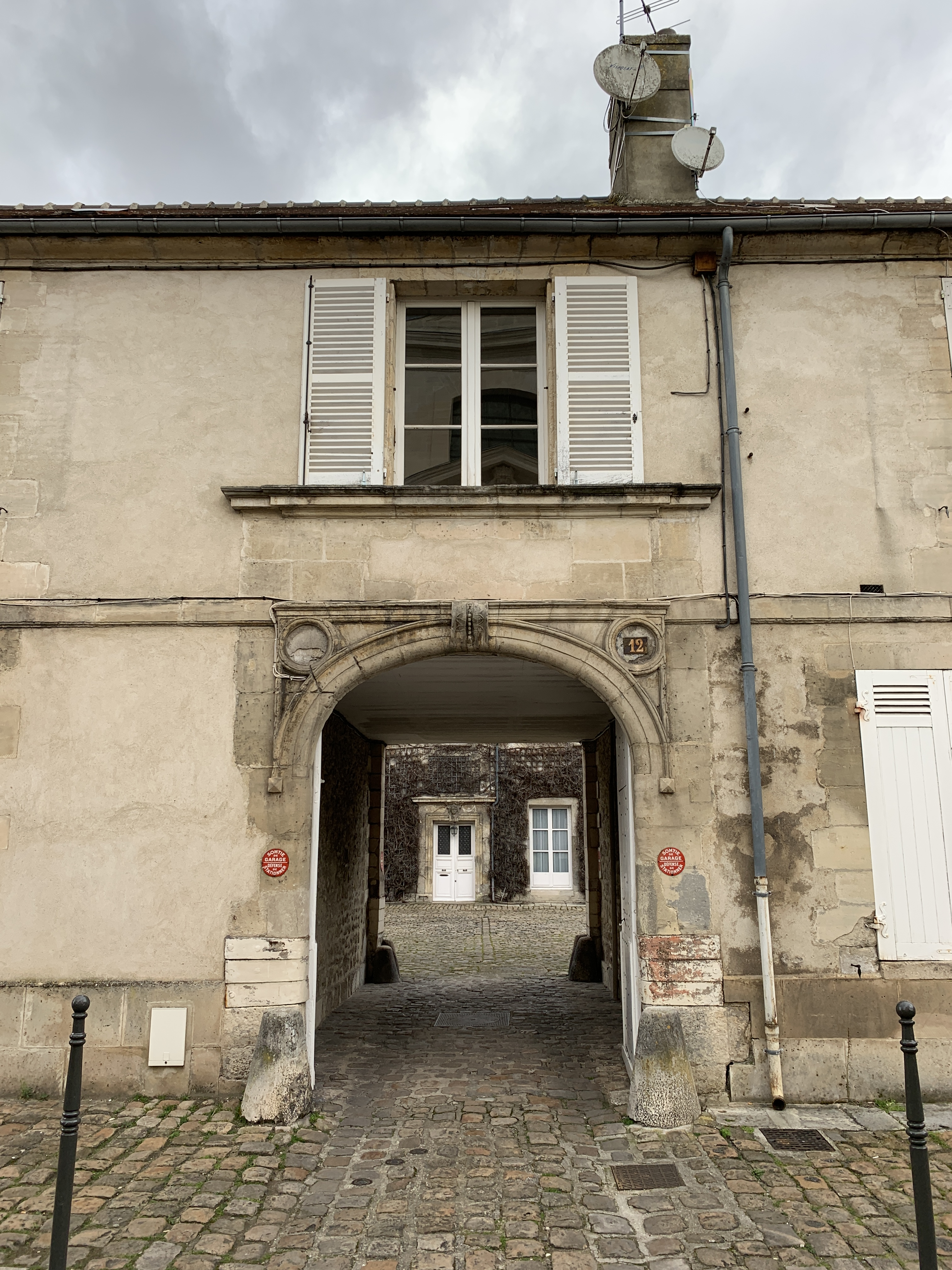
博韦宫
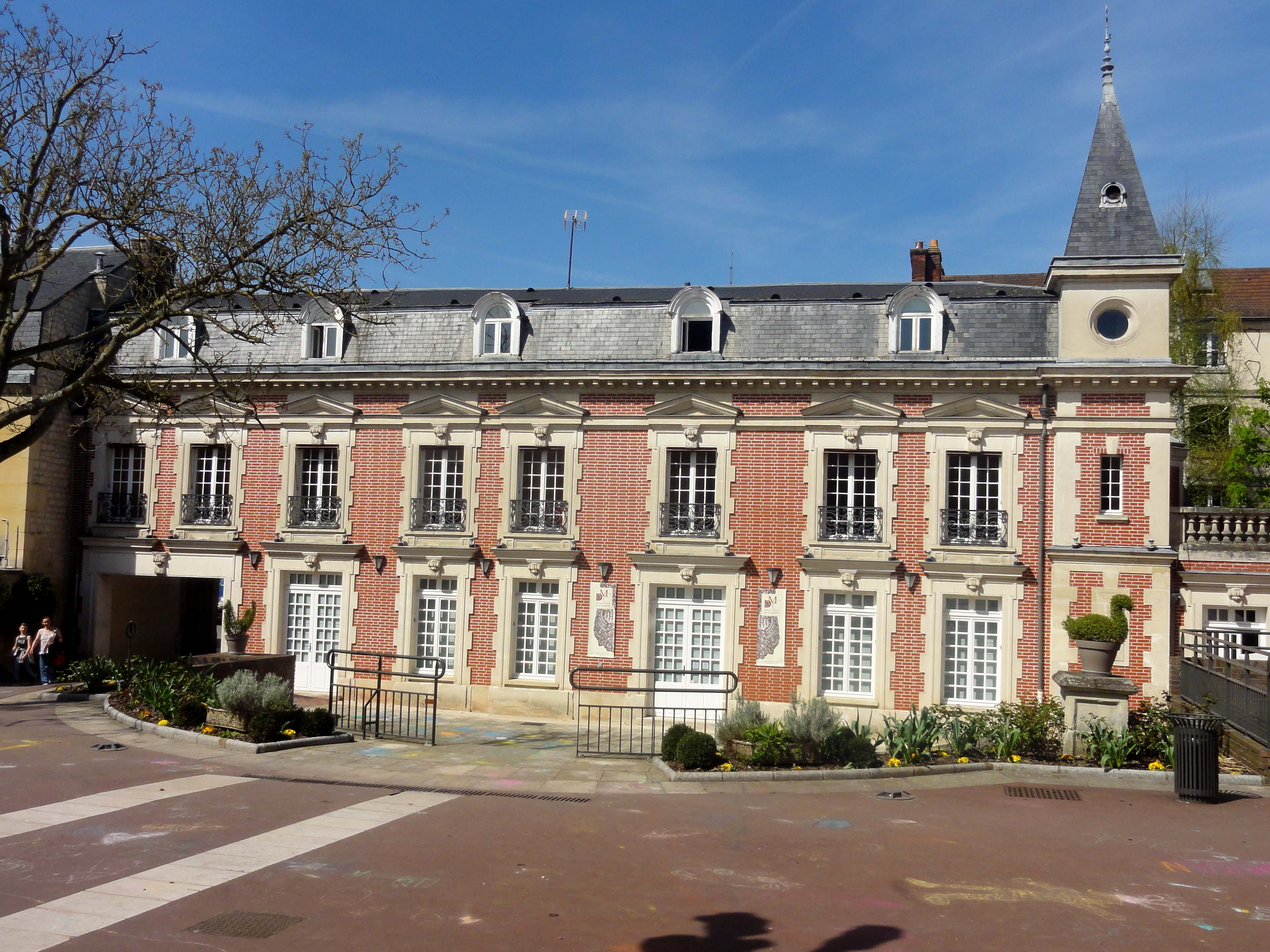
花边博物馆
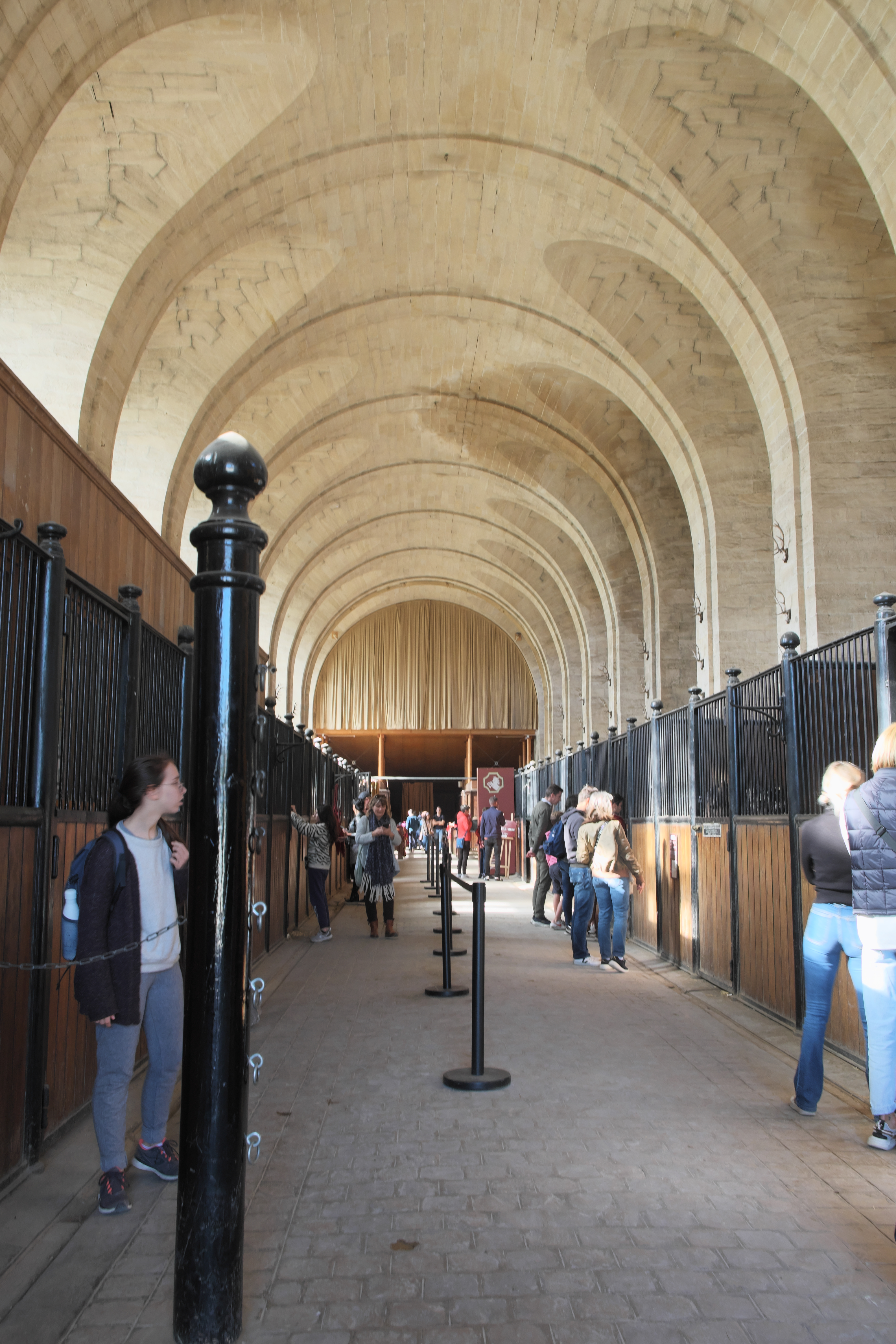
种马体验馆（法语：Musée vivant du cheval）

### 旅游
尚蒂伊的旅游事务由其所属的尚蒂伊地方市镇公共社区联合各级政府协调负责。2024年，尚蒂伊境内共有6家酒店共计275间房间。

### 媒体
法国主要的媒体均可在尚蒂伊接收，法国电视三台下属的上法兰西大区频道在部分时段播出尚蒂伊所在瓦兹省的地方新闻。《巴黎人报》、《皮卡第邮报》、蓝色法兰西皮卡第广播等是当地主要的地方性媒体。

## 相关人物
法兰西王国大臣安内·德·蒙莫朗西、弗朗索瓦·德·蒙莫朗西、亨利二世·德·蒙莫朗西、元帅亨利一世·德·蒙莫朗西、法国海军上将让·德拉博尔德、画家安托万·吉耶梅、板球运动员蒂莫泰·若尔丹、足球运动员阿尔弗雷德·阿斯东和赛艇运动员达尼埃尔·福谢出生于尚蒂伊。

## 友好城市
截至2024年11月，尚蒂伊共与三座城市建立了友好城市关系：
- 德国 于伯林根
- 英格兰 埃普索姆
- 比利时 瓦特马尔-博斯福德

此外尚蒂伊城堡还和日本的姬路城的缔结为姊妹城堡。